# Palazzo Giroux
Il Palazzo Giroux è un edificio di valore storico e architettonico di Napoli, ubicato in via Chiaia.
Le informazioni edificative e storiche che si posseggono su questo palazzo sono poche. Il portale in piperno dalla forma mistilinea fa intuire che venne eretto nel XVIII secolo, probabilmente andando ad accorpare più costruzioni precedenti. Subì ulteriori modifiche in epoche successive, come fa intuire l'ottocentesca scala aperta dalle tre arcate a tutto sesto per livello (con la centrale più larga e alta delle due laterali), situata in asse rispetto all'ingresso e allo stato attuale parzialmente coperta da un ascensore. Sotto l'arcata centrale un sottopassaggio mena a un secondo cortile, coperto per ragioni commerciali nel corso del secolo scorso.
Il nome del palazzo, dotato di cinque piani e che segue l'andamento della curva stradale, è dovuto al fatto che ne era proprietaria la parigina Marguerite Jeanne Thomas (Parigi 1794 - Napoli 1865) conosciuta come Madame Giroux . Nella prima metà dell'Ottocento vi abitava e vi ospitò anche la sua notissima impresa sartoriale, terminata dopo il 1860. In quello stesso momento storico la famiglia dei conti Lucchesi Palli allestì un teatrino privato nell'appartamento, che affittavano dai Giroux,  all'ultimo piano. Infine è qui che ha sede la celebre pizzeria Brandi.